# Josep Maria Ribelles i Llobat
Josep Maria Ribelles i Llobat (Puçol, 22 d'abril de 1932 - 18 de març de 1997) va ser un poeta valencià.
Va estudiar cant i art dramàtic al Conservatori Superior de Música de València. Posteriorment estudià Filosofia pura a la Universitat de València, obtenint-ne la llicenciatura l'any 1975.
Durant la dècada dels setanta del segle passat aparegueren poemes seus en antologies i revistes en castellà, com ara Antología de poetas valencianos. Fablas (Las Palmas de Gran Canaria, desembre del 1972), amb pròleg de José Olivio Jiménez; Antología de poetas valencianos 1939-73, d'Alfonso López Gradolí; Un siglo de poesía en Valencia, Ricardo Bellveser (Prometeo, València, 1975). Poemes seus apareixen en La Nación (Buenos Aires), La ventana (Puerto Rico), Alaluz (EUA), Yeldo (Valladolid), Poesía Hispánica (Madrid), Estafeta Literaria (Madrid) i Vértice (València).
Va escriure poesia tant en català com en castellà, publicant el seu primer poemari, Penumbra del cuerpo que ilumina, l'any 1972.
El 1991 publica el seu primer llibre en valencià, La mort als llavis en Edicions de la Guerra, al qual li seguiran la plaquette Utopia publicada el 1994 en la separata Quaderns de Rafalell de la revista L'Aljamia, Senso i els pòstums Kenosi i El rei de la vida, editats el 1998 en l'editorial Camacuc.
Durant l'any 1994 va enllestir per a la seua publicació la seua obra completa, ordenada no cronològicament sinó amb el propòsit de fer palesa una intenció de conjunt poètic. Gran part de la seua obra ha estat publicada pòstumament. L'Ajuntament de Puçol va dedicar a la seua memòria un parc públic. El premi de Poesia del Certamen Literari Vila de Puçol porta el seu nom.

## Obres
- 1991 La mort als llavis, ISBN 978-84-87734-00-7
- 1998 Kenosi, ISBN 978-84-86970-90-1
- 1998 El Rei de la vida, ISBN 978-84-86970-87-1
- 1995 Senso, ISBN 978-84-86970-22-2
- 2002 Poesias completas, ISBN 978-84-89278-89-9
- 2002 Obra completa IV, ISBN 978-84-95620-51-4
- 2003 Obra completa V, ISBN 978-84-96154-83-4
- 2005 Obra completa VI, ISBN 978-84-9795-175-3